# Les jumeaux du bout du monde
Les Jumeaux du Bout du Monde, Twins of Destiny, Los Gemelos del destino o 神童 神童 (en chino) fue una serie de televisión animada de 1991 producida por el escritor francés Jean Chalopin. Sigue la búsqueda ficticia de dos niños Jules y Julie, en sus viajes a través de Eurasia, buscando derrocar a la Emperatriz viuda de China y en consecuencia, liberar a sus padres de la cárcel. La versión doblada en inglés se emitió por primera vez en Australia el 27 de diciembre de 1994 en la cadena ABC. La animación fue traducida e introducida en China a mediados de los años noventa.

## Sinopsis
Jules y Julie, nacidos el mismo día en 1895 en el mismo lugar en Shanghái, pero de padres diferentes, son, según una profecía de Lao-Tseu, los "Gemelos del Destino", hijos de la Luna, que deben traer la paz al mundo, derrocando al Imperio chino y poniendo fin a la dinastía imperial. La viuda emperatriz Cixi, advertida por su astróloga, ordena el asesinato de estos bebés que probablemente amenazarán su poder. Pero una organización secreta los "luchadores por la libertad", siempre conscientes de la profecía, salvan a los gemelos y organizan su traslado a Francia, lejos de la ira de la emperatriz, donde los gemelos viven en compañía de su padre adoptivo: el Capitán Tournier.
Doce años han pasado. Mientras el capitán Tournier muere de un ataque al corazón, los eunucos de la Emperatriz Cixi finalmente encuentran el rastro de los gemelos en París. Con la ayuda de los luchadores por la libertad, liderados por Shou Cow, y muchos amigos que conocieron durante sus viajes, como Martin Boy, Paulette y el profesor Ledoux, los gemelos, después de muchas aventuras, regresan a China a cumplir con su destino.